# Frullania crispiplicata
Frullania crispiplicata là một loài Rêu trong họ Jubulaceae. Loài này được Yuzawa & S. Hatt. mô tả khoa học đầu tiên năm 1983.